# تیسالوک
تیسالوک (به مجاری:  Tiszalök) یک منطقهٔ مسکونی در مجارستان است که در سابولچ-ساتمار-برگ واقع شده‌است. تیسالوک ۵۸٫۷۲ کیلومتر مربع مساحت و ۵٬۳۹۵ نفر جمعیت دارد.